# Opaka Mała
Opaka Mała (biał. Мала́я Апа́ка, Małaja Apaka) – wieś na Białorusi w rejonie kamienieckim obwodu brzeskiego w sielsowiecie Wierzchowice.
Wieś magnacka położona była w końcu XVIII wieku w powiecie brzeskolitewskim województwa brzeskolitewskiego. 
W 1899 roku miejscowość administracyjnie należała do parafii w Wierzchowicach.